# Tinakula

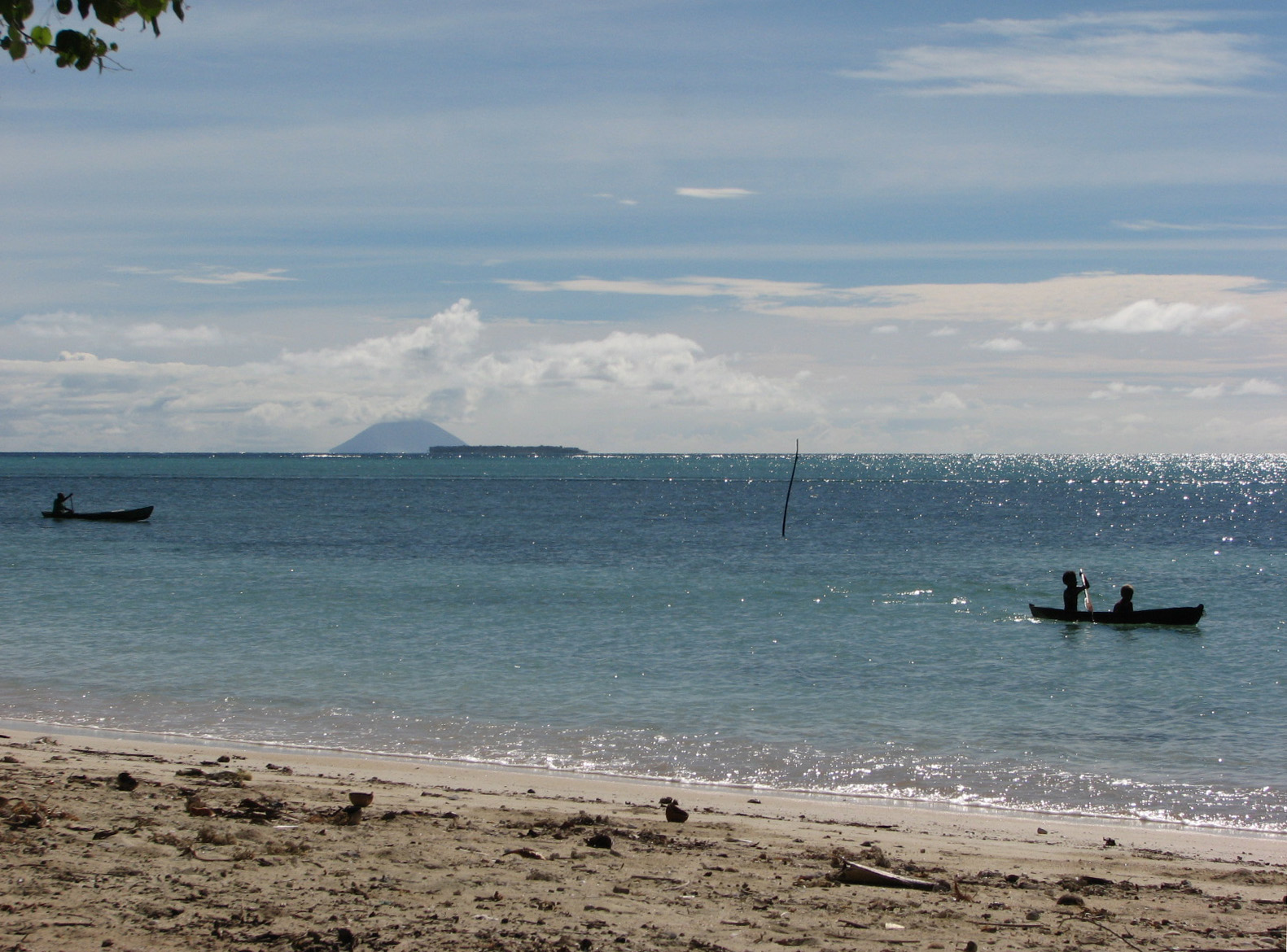
Tinakula visto da Fenualoa

Tinakula è un'isola vulcanica delle Isole Salomone, nell'arcipelago delle Isole Santa Cruz, ubicata a nord dell'isola di Nendo.
Tinakula è uno stratovulcano con attività di tipo stromboliano
La prima eruzione documentata è quella dell'anno della sua scoperta (1595).
L'isola fu scoperta dalla spedizione guidata dal navigatore spagnolo Álvaro de Mendaña de Neira; in quell'occasione una delle quattro navi che componevano la flotta risultò dispersa proprio a causa di un'eruzione del vulcano.
L'isola è completamente ricoperta da una fitta giungla, con eccezione della parte occidentale, ricoperta dalla cenere vulcanica.
Sull'isola sono presenti due coni vulcanici, il cratere principale di origine piroclastica ed il cratere Mendana (298 m).
L'isola è disabitata, sebbene in passato più volte si sia tentato di fissarvi degli insediamenti umani. L'ultimo tentativo risale al 1951. La popolazione (circa 130 abitanti) fu evacuata nel 1971 a seguito della ripresa dell'attività vulcanica.